# Brojce
Brojce (Broitz fino al 1945) è un comune rurale polacco del distretto di Gryfice, nel voivodato della Pomerania Occidentale.
Ricopre una superficie di 118,06 km² e nel 2005 contava 3 687 abitanti.